# Gehirnwäsche
Gehirnwäsche (englisch brainwashing), auch Gedankenkontrolle, Bewusstseinskontrolle oder Mind Control, ist ein Konzept zur psychologischen Manipulation. Dabei wird mit Taktiken der mentalen Umprogrammierung das Selbstvertrauen und die eigene Urteilskraft der Zielperson angegriffen, um deren Grundeinstellungen und Realitätswahrnehmungen zu destabilisieren und anschließend durch neue Einstellungen zu ersetzen. Ältere Gehirnwäsche-Methoden versuchten, den psychischen Widerstand mit körperlicher Gewalt zu brechen. Theorien der Gehirnwäsche entstanden zunächst im Zusammenhang mit totalitären Staaten. Später wurde auch religiösen Gruppen (Sekten) vorgeworfen, Gehirnwäsche zu praktizieren. 1975 schloss die UNO in ihrer Erklärung über den Schutz aller Personen vor Folter und anderer grausamer, unmenschlicher oder erniedrigender Behandlung oder Strafe (Nr. 3452, 9. Dezember 1975) die Methode der Gehirnwäsche mittels manipulativer Psychotechniken ein. Ob Gehirnwäsche möglich ist, wird wissenschaftlich bezweifelt.

## Wortentstehung und Verwendung
Nach Klaus Mehnert liegt der Ursprung des Wortes in der volkstümlichen Wendung 洗脑, xǐ nǎo (lineare Bedeutung: waschen Gehirn), für die von den rotchinesischen Kommunisten an der Bevölkerung vollzogenen Umerziehungspraktiken. Unter Berufung auf einen Zeugen berichtet Mehnert, dass die Praktiken von chinesischen Kommunisten bereits Ende der 1920er Jahre an gefangenen Kuomintang-Soldaten ausprobiert wurden.
Hierzulande wird das Wort Gehirnwäsche zumeist auf den englischen Begriff brainwashing zurückgeführt. Dieser ging durch einen Artikel Brain-Washing Tactics Force Chinese into Ranks of Communist Party, der 1950 in den Miami News erschien, in den englischen Sprachschatz ein. Der Autor, Edward Hunter, war auf Vertragsbasis von der CIA angeheuert worden, um Artikel über Gehirnwäsche in der Presse zu verbreiten. Der Begriff wurde dann auch zu Propagandazwecken während des Koreakriegs verwendet, z. B. um auf dem angeblichen Geständnis des Kriegsgefangen Frank Schwab basierende koreanische Anschuldigungen der biologischen Kriegsführung seitens der USA zu unterminieren. Als nach dem Waffenstillstand 1953 21 Amerikaner, die in Kriegsgefangenschaft gewesen waren, erklärten, in Nordkorea bleiben zu wollen, konnten sich die US-Behörden das nicht anders erklären, als dass sie einer Manipulationstechnik unterworfen worden waren, die sie selbst nicht kannten. Daraufhin erklärte CIA-Direktor Allen Welsh Dulles, das nächste große Projekt der Geheimdienste sei der brain warfare, und legte ein entsprechendes Forschungsprogramm auf.
Andere Quellen führen den Begriff Gehirnwäsche auf den Schriftsteller George Orwell zurück, der 1948 seinen dystopischen Roman 1984 über den perfekten totalitären Präventions- und Überwachungsstaat veröffentlichte. Wenn der Roman auch eine Gehirnwäsche schildert, kommt der Begriff darin nicht vor. Der Begriff habe sich jedoch im Volksmund durchsetzen können. Der Psychologe Hans-Eberhard Zahn hält die Bezeichnung für unseriös; denn „es wird ja gar nichts aus dem Gehirn gewaschen oder getilgt, sondern im Gegenteil: Es wird einiges hineingesetzt.“ Zahn präferiert deshalb die Begriffe Zersetzung oder Umprogrammierung, da ein Gehirn nicht wie ein Computerspeicher gelöscht werden könne; vielmehr werde die „Software“ verändert. Umgangssprachlich werden auch massive psychische Beeinflussungen als Gehirnwäsche bezeichnet.
Der wissenschaftliche Name ist Mentizid. Es gibt auch einen Teil-Mentizid. Dieser Begriff bedeutet den ganzen oder Teilverlust der Persönlichkeit. Forscher verwenden auch die Ausdrücke Coercive Persuasion, Mind Control, Thought Reform, Mental Programming.

## Funktionsweise
Die amerikanische Psychologieprofessorin Margaret Singer beschreibt Gehirnwäsche als eine sich in sechs Schritten vollziehende nicht sichtbare soziale Anpassung: Die zu manipulierende Person werde dabei in Unkenntnis gelassen über das Geschehen und ihre eigene Veränderung, ihre Umgebung und vor allem ihre Zeit werde strikt kontrolliert, in ihr werde ein Gefühl von Machtlosigkeit erzeugt, ein System von Belohnung und Strafe werde installiert, in dem Verhaltensweisen, die an die frühere Identität der zu manipulierenden Person erinnern, unterdrückt werden; schließlich werde ein in sich geschlossenes logisches System und eine autoritäre Machtstruktur installiert, die kein Feedback und keine Änderung ohne Zustimmung oder Anordnung der Führung zulässt.
Laut Hubert Michael Mader von der Landesverteidigungsakademie des österreichischen Bundesheeres wird Gehirnwäsche bzw. mentale Umprogrammierung nuanciert, mit sorgfältig aufeinander abgestimmten Programmen, schleichend und subtil durchgeführt, damit die Betroffenen nicht bemerken, wie sie schrittweise gefügig gemacht werden und bei ihnen bestimmte Verhaltensweisen fremdgesteuert ausgelöst werden. Die Betroffenen sollen nicht erkennen, wie ihr Verhalten in die beabsichtigte Richtung gelenkt wird, indem soziale und psychologische Faktoren durch direkte oder unterschwellige Beeinflussung geschickt manipuliert werden. Gewaltanwendung sei dabei nicht zwingend erforderlich. Heutige Psychogruppen und Sekten würden zur Manipulation ihrer Adressaten auf jahrzehntelang erforschte und entwickelte Psychotechniken zurückgreifen, um ihre Manipulationsprogramme zu perfektionieren. Methoden zur Verhaltensänderung durch mentale Umprogrammierung würden jede Form der Kritik unterdrücken. Sie seien durch die Diffamierung von Kritikern gekennzeichnet. In Ermangelung sachlicher Argumente behaupteten die Protagonisten diverser Psychogruppen, Kritiker hätten grundsätzlich nie recht. Dabei würden sie oft mit Unterstellungen arbeiten: Indem sie ihren Kritikern persönliche Rachemotive oder menschliche Schwäche andichteten, werde versucht, sie unglaubwürdig zu machen. Die Argumentationsmuster rechtsextremer Kreise, die der Verbreitung ihrer „Wahrheit“ dienen, seien durch latente Verbalattacken und Aggressivität geprägt, bei militanten Gruppen finde sich auch offene Gewaltbereitschaft.

## Geschichte
Erste moderne Versuche, Gehirnwäschemethoden zu entwickeln und einzusetzen, waren die Schauprozesse während der Säuberungen unter Stalin in der Sowjetunion in den Jahren 1936 bis 1938. Dazu wurden Methoden der mittelalterlichen Inquisition studiert.
Während der ersten Jahre des Aufbaus des Machtbereiches wurden unter Mao Zedong mit ähnlichen Methoden Umerziehungsprogramme durchgeführt, die vom chinesischen Volk als Gehirnwäsche bezeichnet wurden. Während der Kulturrevolution von 1966 bis 1976 wurden Zehntausende von Professoren und Studenten zur Umerziehung aufs Land geschickt.

### MKULTRA
Edgar H. Schein und Robert J. Lifton untersuchten Mitte der 1950er Jahre im Auftrag der US-Regierung amerikanische Soldaten, die während des Koreakrieges in Gefangenschaft geraten waren. Man wollte herausfinden, was die Chinesen Neuartiges mit den amerikanischen Kriegsgefangenen gemacht hatten, dass diese in unerwartetem Maße mit den Chinesen zusammenarbeiteten und weitere unerklärliche Verhaltensänderungen zeigten; unter anderem brach das Vertrauen unter den Gefangenen völlig zusammen. Die CIA betrieb von 1953 bis in die 1970er Jahre ein als MKULTRA bezeichnetes geheimes Forschungsprogramm über Möglichkeiten der Bewusstseinskontrolle. Tausende Personen wurden in Menschenversuchen unter Drogen oder extremen Stress bis hin zur Folter gesetzt. Der Leiter des Programms Sidney Gottlieb erklärte 1977 in einer Aussage vor dem Senate Subcommittee on Health and Scientific Research, die angestrebte Bewusstseinskontrolle sei nicht möglich, da es wegen des unvorhersehbaren Effekts, den Drogen auf Menschen haben, unmöglich sei menschliches Verhalten in einer gezielten Weise zu verändern. Der Kulturwissenschaftler Timothy Melley bezeichnet die Vorstellung, man könne eine Person durch Gehirnwäsche sozusagen umdrehen, als „wesentliche Phantasievorstellung der Nachkriegszeit“.

### Gehirnwäsche vor Gericht
In den 1970er Jahren spielte der Begriff im Prozess gegen Patty Hearst eine Rolle, die 1974 von der linksextremen Symbionese Liberation Army entführt worden war, sich einige Zeit später der Gruppe angeschlossen und an einem Banküberfall beteiligt hatte. Hearsts Anwälte argumentierten vor Gericht, sie sei einer Gehirnwäsche unterzogen worden. Das Gericht erklärte sie aber für voll verantwortlich und verurteilte sie zu einer Gefängnisstrafe. Weil das Gericht die Argumentation der Anwälte aber nicht von vornherein ausgeschlossen hatte, galt Gehirnwäsche von nun an als rechtsfähiger Terminus. Die Plattform Anti-Cult-Movement, der neben Mitarbeitern verschiedener Regierungsbehörden und nichtstaatlicher Gruppen (unter anderem auch Evangelikale) angehören, erklärte den erhöhten Zulauf zu neuen religiösen Bewegungen damit, dass diese ihre Anhänger einer Gehirnwäsche unterziehen würden, weiters ließen auch Eltern ihre Kinder nun zum Teil gegen deren Willen und mit teilweise rabiaten Methoden „deprogrammieren“.
Der ehemalige Scientologe Lawrence Wollersheim erstritt 1986 in einem Schadenersatzprozess gegen Scientology eine große Entschädigungszahlung, weil er sich nach seinem Ausstieg einer psychiatrischen Behandlung unterziehen musste. Der Supreme Court der USA kam zu dem Ergebnis, dass die von Scientology eingesetzten Methoden der „Gehirnwäsche“ maßgeblich die seelische Krankheit von Wollersheim verursacht hatten. Laut Supreme Court ist Gehirnwäsche wesentlich wirksamer als die Zufügung von Schmerzen, Folter, Drogen oder der Einsatz von körperlicher Gewalt und Drohungen. Gewalt ist das alte Modell der Gehirnwäsche. Die gewaltfreie Gehirnwäsche wird als wesentlich wirksamer eingeschätzt, weil sich damit die Einstellungen von Menschen ohne deren Wissen und ohne deren Zustimmung verändern lassen und sie so dem Manipulator hörig gemacht werden können. Dabei gehe es stets darum, das persönliche Selbstkonzept, die Realitätswahrnehmung und die zwischenmenschlichen Beziehungen einer Person grundlegend zu verändern, um ihre autarke Entscheidungsfähigkeit zu manipulieren. So werde die Person unbewusst und ungewollt zu einem willfährigen Handlanger der Organisation. Die Gehirnwäsche-Programme seien wirksam, weil die manipulierten Personen einem sehr starken emotionalen Stress unterworfen werden, den sie nur abbauen können, indem sie sich in das System einfügen und das geforderte Verhalten fügsam annehmen. Diese Vorgehensweisen seien unethisch und unfair und mit religiösen Praktiken unvereinbar, so der Supreme Court, da es sich eindeutig um eine Kontrolltechnologie handele.

## Kritik
In der Wissenschaft wird bezweifelt, dass Gehirnwäsche möglich ist. Die amerikanische Religionswissenschaftlerin Elizabeth Aileen Young fasst die Forschungsergebnisse mehrerer Sozialwissenschaftler dahingehend zusammen, dass sich die Verbreitung neuer religiöser Bewegungen nicht mit der Annahme erklären lasse, dort würde Gehirnwäsche angewendet. Richard Ofshe und Margaret Singer verklagten Religionswissenschaftler, Soziologen und Psychologen, die die Existenz von Gehirnwäsche bestritten hatten, auf Schadenersatz von mehr als zehn Millionen Dollar – laut der Religionssoziologin Eileen Barker ein Indiz, welche Summen sich mit der Annahme, jemand wäre gehirngewaschen worden und müsste nun „deprogrammiert“ werden, verdienen ließen.
2025 untersuchten die Psychologen Philipp Herzog, Rafaële J. C. Huntjens, Tim Kaiser und Renate Volbert, Berichte über Mind Control im Zusammenhang mit ritueller Gewalt. Verschiedentlich wird angenommen, planmäßig wiederholte Anwendung schwerer Gewalt an Kindern erzwinge spezifische Dissoziation, wobei die dadurch entstehenden Persönlichkeitsanteile für bestimmte Zwecke trainiert und benutzt würden, um die Opfer systematisch abzurichten: So könnten die Täter die Opfer über Jahre oder Jahrzehnte jederzeit steuern, auch wenn das Kind und später die Erwachsene keine bewusste Erinnerung an die Misshandlungen habe. Die Psychologen fanden aber keinerlei Belege für diese Berichte, auch wenn 
Opfer über Tötungshandlungen oder Filmaufnahmen erzählten, was forensische Belege erwartbar mache. Das Gegenargument, dass die Täter oft in hohen gesellschaftlichen Positionen stünden und so die Beweise verschwinden lassen könnten, lassen Herzog, Huntjens et al. nicht gelten: „Wenn die Abwesenheit von Evidenz als Beleg für deren Existenz interpretiert wird, befindet sich die Argumentation […] sehr nah an einer Verschwörungstheorie“. Zwar gebe es zahlreiche Belege für das Vorkommen auch schwerster sexueller Misshandlungen, nicht jedoch für 
die Faktizität von Mind Control durch absichtsvoll induzierte Dissoziation.

## Rezeption in der Populärkultur
Obwohl keine Belege für erfolgreiche Gehirnwäsche existieren, verbreitete sich unter dem Einfluss der Entwicklungen des Kalten Krieges die Furcht davor und drang ins Unbewusste ein. Es war ein Werk der Populärkultur, das dieses Phantasma auf den Punkt brachte: John Frankenheimers Verschwörungsthriller The Manchurian Candidate (deutsch: Botschafter der Angst) aus dem Jahr 1962 handelt von einem Kriegsheimkehrer aus dem Koreakrieg (gespielt von Laurence Harvey), der durch die in Gefangenschaft durchlittene Gehirnwäsche zu einem durch posthypnotisch ferngesteuerten Auftragskiller wurde. 2004 verfilmte Jonathan Demmes Remake Der Manchurian Kandidat mit Denzel Washington in der Hauptrolle in die Kinos, bei dem Gehirnwäsche an US-Soldaten, die während des Zweiten Golfkrieges in Kriegsgefangenschaft gerieten, einen zentralen Punkt der Handlung darstellt.

## Verschwörungstheorien
Um das Thema Gehirnwäsche ranken sich verschiedene Verschwörungstheorien. So wurde verschiedentlich behauptet, es wäre der CIA gelungen, wie in den Filmen von Frankenheimer und Demme ferngesteuerte Mörder zu produzieren. Lee Harvey Oswald, Sirhan Sirhan, Ted Kaczynski, Eric Harris und Dylan Klebold oder Timothy McVeigh hätten demnach nicht aus eigenem Antrieb gehandelt, sondern wären in Wahrheit „Manchurian Candidates“ gewesen. Der Verschwörungstheoretiker Jim Keith veröffentlichte 1997 eine eigene „Enzyklopädie der Bewusstseinskontrolle“, in der er unter anderem behauptete, dass Timothy McVeigh, der 1995 den Bombenanschlag auf das Murrah Federal Building in Oklahoma City verübte, durch ein elektronisches Implantat ferngesteuert worden wäre.
Laut der Literaturwissenschaftlerin Fran Mason unterscheiden sich Verschwörungstheorien zum Thema Gehirnwäsche von allen übrigen zum einen dadurch, dass sie kein spezifisches Ziel der angeblichen Verschwörer namhaft machen. So behaupten einige, die Nationalsozialisten hätten Gehirnwäsche eingesetzt, während andere wieder glauben, dass damit eine Neue Weltordnung herbeigeführt werden solle. Auch ließe sich bei Verschwörungstheorien über Gehirnwäsche nicht klar unterscheiden, wer überhaupt Teil dieser imaginierten Verschwörungen sei und wer nicht, da die angeblich gehirngewaschenen Opfer zwar jene Verbrechen begingen, die der Verschwörung zur Last gelegt würden, allerdings eben nicht aus eigenem Antrieb, sondern blind den diabolischen Befehlen derer gehorchend, die sie steuerten. Laut Mason sprechen diese Verschwörungstheorien gleich mehrere verbreitete Ängste an, etwa jene vor dem Tod des Selbst sowie dem Ende der Realität oder auch der Menschheit, oder auch einem seelenlosen Körper.